# Eleanor Piggott
Pour les articles homonymes, voir Piggott (homonymie).
Eleanor Piggott, née le 16 mai 1991, est une rameuse britannique.

## Biographie
Elle annonce sa retraite sportive en novembre 2020, après une carrière internationale de 11 ans.

## Palmarès

### Championnats du monde
| Discipline                     | Amsterdam 2014 Pays-Bas | Aiguebelette 2015 France | Rotterdam 2016 Pays-Bas | Sarasota-Bradenton 2017 États-Unis | Plovdiv 2018 Bulgarie |
| ------------------------------ | ----------------------- | ------------------------ | ----------------------- | ---------------------------------- | --------------------- |
| Deux de couple, poids légers   | -                       | -                        | -                       | -                                  | 5e                    |
| Quatre de couple, poids légers | 6e                      | Argent                   | Or                      | 5e                                 | -                     |

### Championnats d'Europe
| Discipline                   | Glasgow 2018 Grande-Bretagne | Lucerne 2019 Suisse |
| ---------------------------- | ---------------------------- | ------------------- |
| Deux de couple, poids légers | 6e                           | 4e                  |